# Стрём, Эльма
Эльма Стрём (швед. Elma Ström, полное имя Elma Charlotta Ström, в замужестве Billing; 1822—1899) — шведская оперная певица и актриса театра.

## Биография
Родилась 3 апреля 1822 года в городе  Bro провинции Уппланд в семье фермера.
Воспитывалась в доме родственника — викария Экстрёма прихода Мёркё (Mörkö socken). Экстрём общался с местной аристократией, а Эльма развлекала гостей пением. Она привлекла внимание своими способностями, и ей предложили учиться пению. В 1836 году Эльма Стрём была принята в оперный класс школы Dramatens elevskola после того, как продемонстрировала свои способности шведскому оперному тенору Исаку Бергу. Эльма Стрём жила в пансионате матери будущей певицы Вильгельмины Фундин, в числе её подруг-сокурсниц была Женни Линд.
Она дебютировала в Королевская опера в Стокгольме в 1841 году и получила контракт в 1843 году, проработав на её сцене до 1851 года. Она сменила на сцене театра Женни Линд, уехавшую за границу. Затем голос певицы был нарушен и она покинула Королевскую оперу, продолжив свою деятельность в Королевском драматическом театре. Окончив карьеру певицы и актрисы, Эльма посвятила себя семье, путешествуя с мужем-художником в его поездках.
Умерла 14 июля 1899 года в Стокгольме.
Шведский писатель Оскар Вейкандер сочинил в 1892 году сонет, посвященный Эльме Стрём.

### Личная жизнь
Эльма Стрём с 1846 года была замужем за художником Торе Биллингом, у них была дочь Анна, ставшая художницей.